# ISO-образ
ISO-о́браз — загальновживана назва комп'ютерного файла, що має розширення «.iso» та містить у форматі ISO 9660 (стандарту запису даних на CD) точну копію інформації, зчитаної з оптичного диска.

## Опис
ISO-образ містить у собі не лише записану на диску файлову систему, її метадані, структуру та атрибути її елементів, але й код завантажувача операційної системи, записаний  у сектори завантаження.
За своєю суттю ISO-образ — архів даних (як, наприклад, ZIP чи RAR), — об'єднує файлову систему у файл свого формату.
Завдяки безвідмовності формату та легкості його відтворення він — чи не найпоширеніший  спосіб розповсюдження інформації через Інтернет

## Використання
ISO-образи використовуються для інсталяцій ПЗ чи операційних систем та резервного копіювання повного вмісту дисків.
Більшість програм для роботи з CD та DVD можуть записувати образи відповідних оптичних дисків на жорсткий диск. ISO-образ, записаний таким чином, можна також змонтувати як віртуальний диск. Далі можна працювати з таким диском, як і з реальним, що вигідніше, бо швидкість зчитування інформації з твердого диска набагато більша, ніж з оптичного.
Треба зауважити, що компакт-диски можуть містити додаткову службову інформацію (наприклад, для захисту від копіювання) і можливість зберігати її в образ мають не всі програми для роботи з дисками (і, зазвичай, такі програми створюють свій власний формат образів).
У Windows 7 з'явилася можливість запису ISO-образу на оптичний диск безпосередньо з ОС, а у Windows 8 — ще й монтувати такий образ і працювати з ним, як і з реальним фізичним диском.

## Програми для роботи з ISO-образами
Більшість операційних систем мають у своєму складі програми для роботи з ISO-образами, крім того, завдання розпакування образу виконують і деякі програми-архіватори (наприклад, 7-zip чи WinRAR).
Більшість сучасного програмного забезпечення для роботи з файловими системами оптичних дисків «уміють», щонайменше, записувати ISO-образи на компакт диски та ще, можливо, створювати образи з таких дисків.
| Назва           | Операційна система       | Ліцензія                                           | Можливості |
| --------------- | ------------------------ | -------------------------------------------------- | --- |
| Daemon Tools    | Win32                    | Freeware/Adware/Shareware                          | Емулятор CD і DVD дисководів. |
| ImgBurn         | Win32, Win64             | Freeware/Adware                                    | Створення, запис. |
| ISO Master      | Linux, Windows           | GNU GPL, Freeware для Linux, Shareware для Windows | Редагування, створення, розпакування. |
| K3b             | Linux                    | GNU GPL                                            | Запис CD і DVD. |
| PowerISO        | Windows, Linux, Mac OS X | Shareware                                          | Редагування, створення (до 300Мб без реєстрації), запис, розпакування, конвертація, шифрування, монтування. (інсталятор містить Adware). |
| Small CD-Writer | Win32                    | Freeware                                           | Створення, запис образу, мультисесії, розмір 400К, не вимагає інсталяції.                                                                |
| UltraISO        | Win32                    | Shareware                                          | Редагування, створення, монтування, запис образу.                                                                                        |